# Gaspard Tourret
Gaspard Tourret, né à Yzeure le 16 août 1787 et mort le 30 novembre 1862 dans le 9e arrondissement de Paris, est un auteur dramatique français.

## Biographie
Signées souvent sous le pseudonyme d’Amédée, ses pièces ont été représentées, entre autres, au Théâtre de la Gaîté, au Théâtre de l'Ambigu-Comique, au Théâtre des Variétés et au Théâtre du Vaudeville.
Parallèlement, Gaspard Tourret accomplit une carrière de fonctionnaire. À son décès, il est chef de bureau en retraite du ministère des Finances et chevalier de la Légion d'honneur.

## Œuvres
- 1817 : Les Vendanges de Bagnolet, folie en 1 acte, avec Alexandre-Marie Maréchalle, 1817.
- 1821 : Les Femmes et le Secret, comédie en 1 acte, mêlée de couplets, avec W. Lafontaine
- 1821 : Les Deux Étudiants, ou le Portrait de mon oncle, comédie en 1 acte et en vers, avec Jouslin de la Salle
- 1822 : L'Actrice en voyage, vaudeville en 1 acte, avec Gabriel Caron de Morcourt et Alexandre de Ferrière
- 1824 : La Saint-Louis au boulevard du Temple, à-propos mêlé de couplets, avec Armand-François Jouslin de La Salle
- 1826 : Manuel du vaudevilliste, ou Manière de faire un vaudeville, de le faire recevoir, jouer, réussir et prôner par les journaux, par un vieux collaborateur
- 1827 : Les Acteurs par hasard, ou la Comédie au jardin, comédie en 1 acte et en prose, avec Eugène Hyacinthe Laffillard
- 1828 : La Demoiselle de boutique, ou le Premier Début, comédie-vaudeville en 3 actes et en 5 tableaux, avec Mélesville et Carmouche
- 1831 : Trois Femmes, ou les Bonnes Amies, vaudeville en 1 acte, avec Alexandre-Jean-Jacques Tardif
- 1836 : M. Bontemps, ou la Belle-mère et la Bru, comédie en 1 acte, mêlée de couplets, avec Laffillard.